# Nor-Am Cup 2022
La Nor-Am Cup 2022 è stata la 44ª edizione della manifestazione organizzata dalla Federazione Internazionale Sci.
La stagione maschile è iniziata il 20 novembre 2021 a Copper Mountain, negli Stati Uniti, e si è conclusa il 28 marzo 2022 a Sugarloaf, ancora negli Stati Uniti; sono state disputate 27 delle 30 gare in programma (4 discese libere, 4 supergiganti, 8 slalom giganti, 8 slalom speciali, 2 combinate e 1 parallelo), in 6 diverse località. Il canadese Liam Wallace si è aggiudicato sia la classifica generale, sia quella di slalom speciale; i suoi connazionali Jeffrey Read, Kyle Alexander e Riley Seger hanno vinto rispettivamente le classifiche di discesa libera, di supergigante e di slalom gigante, lo statunitense Isaiah Nelson quella di combinata. Lo statunitense Bridger Gile eera il detentore uscente della Coppa generale.
La stagione femminile è iniziata il 18 novembre 2021 a Copper Mountain, negli Stati Uniti, e è conclusa il 28 marzo 2022 a Sugarloaf, ancora negli Stati Uniti; sono state disputate 26 delle 30 gare in programma (4 discese libere, 4 supergiganti, 7 slalom giganti, 8 slalom speciali, 2 combinate e 1 parallelo), in 7 diverse località. La statunitense Ava Sunshine Jemison si è aggiudicata sia la classifica generale, sia quella di combinata; le canadesi Stefanie Fleckenstein e Candace Crawford hanno vinto rispettivamente le classifice di discesa libera e di supergigante, le statunitensi Allie Resnick e Lila Lapanja rispettivamente quelle di slalom gigante e di slalom speciale. La statunitense Keely Cashman era la detentrice uscente della Coppa generale.
In seguito all'invasione dell'Ucraina, dal 1º marzo gli atleti russi e bielorussi sono stati esclusi dalle competizioni.

## Uomini

### Risultati
| Data             | Località           | Nazione     | Spec. | Primo            | Secondo            | Terzo                 |
| ---------------- | ------------------ | ----------- | ----- | ---------------- | ------------------ | --------------------- |
| 20 novembre 2021 | Copper Mountain    | Stati Uniti | GS    | Andreas Žampa    | Fabian Gratz       | Jett Seymour          |
| 21 novembre 2021 | Copper Mountain    | Stati Uniti | GS    | Thomas Tumler    | Anton Grammel      | Luke Winters          |
| 22 novembre 2021 | Copper Mountain    | Stati Uniti | SL    | Liam Wallace     | David Ketterer     | Simon Fournier        |
| 23 novembre 2021 | Copper Mountain    | Stati Uniti | SL    | Luke Winters     | Alex Leever        | Garret Driller        |
| 8 dicembre 2021  | Lake Louise        | Canada      | DH    | Jeffrey Read     | Kyle Alexander     | Roy-Alexander Steudle |
| 9 dicembre 2021  | Lake Louise        | Canada      | DH    | Jeffrey Read     | Kyle Alexander     | Spencer Wright        |
| 10 dicembre 2021 | Lake Louise        | Canada      | SG    | Kyle Alexander   | Riley Seger        | Jay Poulter           |
| 12 dicembre 2021 | Panorama           | Canada      | SG    | annullata        | annullata          | annullata             |
| 13 dicembre 2021 | Panorama           | Canada      | SG    | Riley Seger      | Franjo von Allmen  | Kyle Alexander        |
| 14 dicembre 2021 | Panorama           | Canada      | PR    | Lukas Ermeskog   | Declan McCormack   | Liam Wallace          |
| 15 dicembre 2021 | Panorama           | Canada      | SL    | Adam Hofstedt    | Reto Mächler       | Ryder Sarchett        |
| 16 dicembre 2021 | Panorama           | Canada      | SL    | Asher Jordan     | Sam Mulligan       | Justin Alkier         |
| 17 dicembre 2021 | Panorama           | Canada      | GS    | Liam Wallace     | Cooper Cornelius   | Asher Jordan          |
| 18 dicembre 2021 | Panorama           | Canada      | GS    | Cooper Cornelius | Liam Wallace       | Asher Jordan          |
| 8 febbraio 2022  | Whiteface Mountain | Stati Uniti | GS    | Harry Laidlaw    | Riley Seger        | Anton Grammel         |
| 9 febbraio 2022  | Whiteface Mountain | Stati Uniti | GS    | Harry Laidlaw    | Riley Seger        | Brian McLaughlin      |
| 10 febbraio 2022 | Whiteface Mountain | Stati Uniti | SG    | Kyle Alexander   | Isaiah Nelson      | Sam Mulligan          |
| 10 febbraio 2022 | Whiteface Mountain | Stati Uniti | SG    | Kyle Alexander   | Sam Mulligan       | Isaiah Nelson         |
| 10 febbraio 2022 | Whiteface Mountain | Stati Uniti | KB    | Kyle Alexander   | Filip Forejtek     | Isaiah Nelson         |
| 10 febbraio 2022 | Whiteface Mountain | Stati Uniti | KB    | Isaiah Nelson    | Liam Wallace       | Cooper Puckett        |
| 11 febbraio 2022 | Whiteface Mountain | Stati Uniti | SL    | Benjamin Ritchie | Asher Jordan       | Liam Wallace          |
| 12 febbraio 2022 | Whiteface Mountain | Stati Uniti | SL    | Liam Wallace     | Simon Fournier     | Isaiah Nelson         |
| 14 febbraio 2022 | Burke              | Stati Uniti | GS    | Harry Laidlaw    | Charlie Raposo     | Isaiah Nelson         |
| 15 febbraio 2022 | Burke              | Stati Uniti | SL    | Fabian Ax Swartz | Asher Jordan       | Cooper Puckett        |
| 23 marzo 2022    | Sugarloaf          | Stati Uniti | DH    | Jared Goldberg   | Jeffrey Read       | Broderick Thompson    |
| 23 marzo 2022    | Sugarloaf          | Stati Uniti | DH    | Jared Goldberg   | Broderick Thompson | Sam Morse             |
| 24 marzo 2022    | Sugarloaf          | Stati Uniti | SG    | annullata        | annullata          | annullata             |
| 26 marzo 2022    | Sugarloaf          | Stati Uniti | GS    | Riley Seger      | George Steffey     | Patrick Kenney        |
| 28 marzo 2022    | Sugarloaf          | Stati Uniti | SL    | Benjamin Ritchie | Cooper Puckett     | Bridger Gile          |
| 28 marzo 2022    | Sugarloaf          | Stati Uniti | PR    | annullata        | annullata          | annullata             |

Legenda:

DH = discesa libera

SG = supergigante

GS = slalom gigante

SL = slalom speciale

KB = combinata

PR = parallelo

### Classifiche

#### Generale
| Pos. | Nome             | Nazione     | Punti |
| ---- | ---------------- | ----------- | ----- |
| 1    | Liam Wallace     | Canada      | 1098  |
| 2    | Riley Seger      | Canada      | 870   |
| 3    | Sam Mulligan     | Canada      | 821   |
| 4    | Kyle Alexander   | Canada      | 820   |
| 5    | Isaiah Nelson    | Stati Uniti | 777   |
| 6    | Cooper Puckett   | Stati Uniti | 553   |
| 7    | Asher Jordan     | Canada      | 494   |
| 8    | Cooper Cornelius | Stati Uniti | 472   |
| 9    | Jay Poulter      | Stati Uniti | 431   |
| 10   | Justin Alkier    | Canada      | 380   |

#### Discesa libera
| Pos. | Nome                  | Nazione     | Punti |
| ---- | --------------------- | ----------- | ----- |
| 1    | Jeffrey Read          | Canada      | 330   |
| 2    | Jared Goldberg        | Stati Uniti | 200   |
| 3    | Kyle Alexander        | Canada      | 160   |
| 4    | Roy-Alexander Steudle | Regno Unito | 157   |
| 5    | Sam Mulligan          | Canada      | 150   |

#### Supergigante
| Pos. | Nome           | Nazione     | Punti |
| ---- | -------------- | ----------- | ----- |
| 1    | Kyle Alexander | Canada      | 260   |
| 2    | Riley Seger    | Canada      | 225   |
| 3    | Isaiah Nelson  | Stati Uniti | 175   |
| 4    | Sam Mulligan   | Canada      | 112   |
| 4    | Tristan Lane   | Stati Uniti | 103   |

#### Slalom gigante
| Pos. | Nome             | Nazione     | Punti |
| ---- | ---------------- | ----------- | ----- |
| 1    | Riley Seger      | Canada      | 403   |
| 2    | Liam Wallace     | Canada      | 378   |
| 3    | Harry Laidlaw    | Australia   | 300   |
| 4    | Cooper Cornelius | Stati Uniti | 247   |
| 5    | Anton Grammel    | Germania    | 209   |

#### Slalom speciale
| Pos. | Nome           | Nazione     | Punti |
| ---- | -------------- | ----------- | ----- |
| 1    | Liam Wallace   | Canada      | 350   |
| 2    | Asher Jordan   | Canada      | 305   |
| 3    | Simon Fournier | Canada      | 260   |
| 4    | Justin Alkier  | Canada      | 253   |
| 5    | Cooper Puckett | Stati Uniti | 237   |

#### Combinata
| Pos. | Nome           | Nazione     | Punti |
| ---- | -------------- | ----------- | ----- |
| 1    | Isaiah Nelson  | Stati Uniti | 160   |
| 2    | Kyle Alexander | Canada      | 145   |
| 3    | Filip Forejtek | Rep. Ceca   | 80    |
| 3    | Liam Wallace   | Canada      | 80    |
| 5    | Sam Mulligan   | Canada      | 74    |

## Donne

### Risultati
| Data             | Località           | Nazione     | Spec. | Prima                 | Seconda               | Terza                    |
| ---------------- | ------------------ | ----------- | ----- | --------------------- | --------------------- | ------------------------ |
| 18 novembre 2021 | Copper Mountain    | Stati Uniti | GS    | Estelle Alphand       | Britt Richardson      | Roberta Melesi           |
| 19 novembre 2021 | Copper Mountain    | Stati Uniti | GS    | Federica Brignone     | Estelle Alphand       | Roberta Melesi           |
| 22 novembre 2021 | Copper Mountain    | Stati Uniti | SL    | Kiara Alexander       | Zoe Zimmermann        | Allie Resnick            |
| 23 novembre 2021 | Copper Mountain    | Stati Uniti | SL    | Lila Lapanja          | Allie Resnick         | Kiara Alexander          |
| 8 dicembre 2021  | Lake Louise        | Canada      | DH    | Stefanie Fleckenstein | Lauren Macuga         | Alix Wilkinson           |
| 9 dicembre 2021  | Lake Louise        | Canada      | DH    | Stefanie Fleckenstein | Candace Crawford      | Lauren Macuga            |
| 10 dicembre 2021 | Lake Louise        | Canada      | SG    | Candace Crawford      | Alix Wilkinson        | Stefanie Fleckenstein    |
| 12 dicembre 2021 | Panorama           | Canada      | SG    | annullata             | annullata             | annullata                |
| 13 dicembre 2021 | Panorama           | Canada      | SG    | Alix Wilkinson        | Cassidy Gray          | Francesca Baruzzi        |
| 14 dicembre 2021 | Panorama           | Canada      | PR    | Cassidy Gray          | Justine Lamontagne    | Sarah Bennett            |
| 15 dicembre 2021 | Panorama           | Canada      | GS    | Cassidy Gray          | Allie Resnick         | Nicola Rountree-Williams |
| 16 dicembre 2021 | Panorama           | Canada      | GS    | Sarah Bennett         | Allie Resnick         | Kaja Norbye              |
| 17 dicembre 2021 | Panorama           | Canada      | SL    | Amelia Smart          | Zoe Zimmermann        | Lila Lapanja             |
| 18 dicembre 2021 | Panorama           | Canada      | SL    | Amelia Smart          | Reece Bell            | Elese Sommerová          |
| 8 febbraio 2022  | Georgian Peaks     | Canada      | GS    | Britt Richardson      | Allie Resnick         | Stefanie Fleckenstein    |
| 9 febbraio 2022  | Georgian Peaks     | Canada      | GS    | Britt Richardson      | Allie Resnick         | Ava Sunshine Jemison     |
| 10 febbraio 2022 | Osler Bluff        | Canada      | SL    | Lila Lapanja          | Sarah Bennett         | Ava Sunshine Jemison     |
| 11 febbraio 2022 | Osler Bluff        | Canada      | SL    | Ava Sunshine Jemison  | Kiara Alexander       | Stefanie Fleckenstein    |
| 14 febbraio 2022 | Whiteface Mountain | Stati Uniti | SG    | Candace Crawford      | Stefanie Fleckenstein | Britt Richardson         |
| 14 febbraio 2022 | Whiteface Mountain | Stati Uniti | SG    | Britt Richardson      | Stefanie Fleckenstein | Ava Sunshine Jemison     |
| 14 febbraio 2022 | Whiteface Mountain | Stati Uniti | KB    | Ava Sunshine Jemison  | Arianne Forget        | Stefanie Fleckenstein    |
| 14 febbraio 2022 | Whiteface Mountain | Stati Uniti | KB    | Kiara Alexander       | Lila Lapanja          | Stefanie Fleckenstein    |
| 15 febbraio 2022 | Whiteface Mountain | Stati Uniti | GS    | Katie Hensien         | Allie Resnick         | Stefanie Fleckenstein    |
| 16 febbraio 2022 | Whiteface Mountain | Stati Uniti | SL    | Arianne Forget        | Allie Resnick         | Sarah Bennett            |
| 23 marzo 2022    | Sugarloaf          | Stati Uniti | DH    | Isabella Wright       | Jacqueline Wiles      | Keely Cashman            |
| 23 marzo 2022    | Sugarloaf          | Stati Uniti | DH    | Isabella Wright       | Keely Cashman         | Patricia Mangan          |
| 24 marzo 2022    | Sugarloaf          | Stati Uniti | SG    | annullata             | annullata             | annullata                |
| 26 marzo 2022    | Sugarloaf          | Stati Uniti | GS    | annullata             | annullata             | annullata                |
| 28 marzo 2022    | Sugarloaf          | Stati Uniti | SL    | Zoe Zimmermann        | Amelia Smart          | Kristiane Bekkestad      |
| 28 marzo 2022    | Sugarloaf          | Stati Uniti | PR    | annullata             | annullata             | annullata                |

Legenda:

DH = discesa libera

SG = supergigante

GS = slalom gigante

SL = slalom speciale

KB = combinata

PR = parallelo

### Classifiche

#### Generale
| Pos. | Nome                  | Nazione     | Punti |
| ---- | --------------------- | ----------- | ----- |
| 1    | Ava Sunshine Jemison  | Stati Uniti | 950   |
| 2    | Stefanie Fleckenstein | Canada      | 908   |
| 3    | Allie Resnick         | Stati Uniti | 804   |
| 3    | Kiara Alexander       | Canada      | 780   |
| 4    | Sarah Bennett         | Canada      | 679   |
| 5    | Britt Richardson      | Canada      | 675   |
| 6    | Lila Lapanja          | Stati Uniti | 629   |
| 8    | Lauren Macuga         | Stati Uniti | 596   |
| 9    | Arianne Forget        | Canada      | 547   |
| 10   | Candace Crawford      | Canada      | 515   |

#### Discesa libera
| Pos. | Nome                  | Nazione     | Punti |
| ---- | --------------------- | ----------- | ----- |
| 1    | Stefanie Fleckenstein | Canada      | 245   |
| 2    | Lauren Macuga         | Stati Uniti | 230   |
| 3    | Candace Crawford      | Canada      | 207   |
| 4    | Isabella Wright       | Stati Uniti | 200   |
| 5    | Katrina Van Soest     | Canada      | 157   |

#### Supergigante
| Pos. | Nome                  | Nazione     | Punti |
| ---- | --------------------- | ----------- | ----- |
| 1    | Candace Crawford      | Canada      | 250   |
| 2    | Stefanie Fleckenstein | Canada      | 220   |
| 3    | Lauren Macuga         | Stati Uniti | 180   |
| 3    | Alix Wilkinson        | Stati Uniti | 180   |
| 5    | Sarah Bennett         | Canada      | 172   |

#### Slalom gigante
| Pos. | Nome                 | Nazione     | Punti |
| ---- | -------------------- | ----------- | ----- |
| 1    | Allie Resnick        | Stati Uniti | 432   |
| 2    | Britt Richardson     | Canada      | 378   |
| 3    | Ava Sunshine Jemison | Stati Uniti | 217   |
| 4    | Arianne Forget       | Canada      | 181   |
| 5    | Estelle Alphand      | Svezia      | 180   |
| 5    | Sarah Bennett        | Canada      | 180   |

#### Slalom speciale
| Pos. | Nome            | Nazione     | Punti |
| ---- | --------------- | ----------- | ----- |
| 1    | Lila Lapanja    | Stati Uniti | 386   |
| 2    | Kiara Alexander | Canada      | 360   |
| 3    | Zoe Zimmermann  | Stati Uniti | 326   |
| 4    | Allie Resnick   | Stati Uniti | 304   |
| 5    | Amelia Smart    | Canada      | 280   |

#### Combinata
| Pos. | Nome                  | Nazione     | Punti |
| ---- | --------------------- | ----------- | ----- |
| 1    | Ava Sunshine Jemison  | Stati Uniti | 150   |
| 2    | Lila Lapanja          | Stati Uniti | 130   |
| 3    | Arianne Forget        | Canada      | 125   |
| 4    | Stefanie Fleckenstein | Canada      | 120   |
| 5    | Kiara Alexander       | Canada      | 100   |